# Myrmarachne lugens
Myrmarachne lugens este o specie de păianjeni din genul Myrmarachne, familia Salticidae. A fost descrisă pentru prima dată de Thorell, 1881. Conform Catalogue of Life specia Myrmarachne lugens nu are subspecii cunoscute.